# C'est ma femme
Pour plus de détails, voir Fiche technique et Distribution.
C'est ma femme (That's My Wife) est une comédie du cinéma muet américain de Lloyd French sortie en 1929.

## Synopsis
L'oncle Bernal surgit à l'improvise chez Oliver Hardy pour lui annoncer qu'il va faire de lui son légataire mais à la condition qu'il soit heureux en ménage. Il tombe particulièrement mal car M. et Mrs Hardy viennent de se disputer et cette dernière vient de quitter le domicile conjugal. Qu'à cela ne tienne, Stan Laurel va se travestir et jouer le rôle de l'épouse modèle…

## Fiche technique
- Titre original : That’s My Wife
- Titre français : C'est ma femme
- Réalisation : Lloyd French
- Scénario : Leo McCarey (histoire) et H.M. Walker (intertitres)
- Photographie : George Stevens
- Montage : Richard C. Currier
- Producteur : Hal Roach
- Société de production : Hal Roach Studios
- Société de distribution : Metro-Goldwyn-Mayer
- Pays de production :  États-Unis
- Langue : titres en anglais
- Format : Noir et blanc - 35 mm - 1,37:1  -  Muet
- Genre : Comédie
- Longueur : deux bobines
- Date de sortie : 
  - États-Unis : 23 mars 1929

## Distribution
Source principale de la distribution :
- Stan Laurel : Stanley
- Oliver Hardy : Oliver Hardy

Reste de la distribution non créditée : 
- Jimmy Aubrey : l'ivrogne
- Harry Bernard : un serveur
- Dorothy Christy :
- William Courtright : l'oncle Bernal
- Charlie Hall : un serveur
- Sam Lufkin : un serveur
- Tom Mintz :
- Vivien Oakland : Mrs Hardy